# 박정자 (교수)
박정자(朴貞子, 1943년 3월 17일~)는 대한민국의 불문학자이자 저술가이다. 이화여자고등학교를 졸업하고 서울대학교 불문과에서 학사 석사 박사 학위를 취득하였다. 대학 졸업 후 조선일보, 경향신문에서 언론인으로 활동하였으며 문화공보부 해외공보관 전문위원 등의 공직을 거친 후 상명대학교 불어교육과 교수로 재직하다가 퇴임하였다. 교수 재임 중 1999년부터 2년 간은 같은 대학교의 사범대학 학장을 역임하였다. 2002년 프랑스어 권에 관련된 제반 학문 분야의 학제간 연구를 표방하는 학술단체인 프랑스학회 회장에 선출되어 회장으로 활동하였으며 한국불어불문학회 부회장을 역임하였다. 현재 상명대학교 명예교수이다.

## 학술 및 저술 활동
1979년 프랑스 철학자 미셸 푸코의 저서인《성의 역사》(Histoire de lasexualité) 제1권 앎의 의지를 《성은 억압되었는가》라는 제목으로 번역하여 대한민국에 푸코를 처음 알렸다. 그 이후 그와 관련된 많은 서적을 번역 또는 저술하였다. 강준만 전북대학교 교수는 2000년 5월 발간된 자신의 저서 《시사인물사전6》에서 미셸 푸코를 소개하며 그의 푸코론이 박정자의 해설에 많이 의존하였음을 밝혔다. 그는 또 “푸코의 글 가운데 일반인이 쉽게 이해할 수 있는 최상의 해설로는 《미셸 푸코: 만화로 읽는 삶과 철학》에서 박정자가 쓴 역자후기가 최상이라고 감히 말할 수 있다”라고 하며 “15쪽에 이르는 이 해설을 읽기 위해서라도 이 책은 살 만한 충분한 가치가 있다” 라며 극찬하였다. 2008년 KBS의 대담 프로그램인 《TV 책을 말하다》에서 외과의사 박경철은 그가 추천하는 책으로 박정자의 책  《시선은 권력이다》를 소개하며 “30여 년간 푸코의 권력이론을 연구한 저자가 시선과 권력의 관계를 명쾌하게 밝혀냈다”고 소개하기도 했다. 석 박사 논문을 모두 장폴 사르트르를 주제로 썼으며, 《지식인이란 무엇인가?》, 《상황5권-식민주의 신식민주의》등 다수의 사르트르 관련 저서를 번역·저술 했다. 특히 1991년에 저술한 《사르트르의 실존주의》는 사르트르의 용어들을 쉽게 설명한 입문서로서 사르트르를 연구하는 학자들에게 많이 읽혀 그의 연구가 많은 책에서 인용되는 계기가 되었다.
〈사르트르의 비현실 미학으로의 회귀〉로 박사학위를 받은 이래 미학에 지속적인 관심을 갖고 있으며, 고품격의 인문학 대중화 작업에 매진하고 있다. 《현대세계의 일상성》등의 번역서나 《빈센트의 구두》등의 저서를 통해 쉽고 정확한 인문학 지식을 독자들에게 심어주는 데 큰 기여를 했다. 저서 중 《로빈슨 크루소의 사치》와 《시선은 권력이다》는 문화체육관광부에서 교양추천 도서로 선정되었고, 《마이클 잭슨에서 데리다까지》는 우수 교양도서로 선정되었으며, 《마그리트와 시뮬라크르》, 《이것은 Apple이 아니다》는 우수 학술도서로 선정되었다.

## 평가
인문학 열풍이 불기전인 2000년대 초반, 인문학의 대중화라는 기치를 걸고 난해한 개념으로 되어있는 사르트르와 푸코 등 프랑스 학자의 철학을 쉬운 언어로 표현하는 다양한 저서를 내었다. 동아일보의 허문명 기자는 2010년 2월 신동아 기고에서 박정자를 가리켜 ‘쉬우면서도 깊이 있는 글쓰기로 유명한 인문학자’라는 타이틀을 주기도 하였다.
2007년 발간된 《유한계급론》에서 전북대학교 원용찬 교수는 박정자의 스테디셀러 《로빈슨 크루소의 사치》를 소개하며 “소비사회를 살아가는 현대인의 모습을 바타이유, 베블런, 보드리야르 등의 이론 위에서 정확히 파헤치고 있다. 베블런의 과시적 여가와 소비가 현대적 감각 위에서 새롭게 발전하고 있음을 보게 된다. 지은이는 미술과 음악에 관한 깊은 지식으로 현대소비사회에서 유한계급들이 어떻게 중간계층을 따돌리는가도 잘 분석해 주고 있다.”라며 추천하였다.
대한민국의 최장수 인문학 프로그램인 한국정책방송의 '인문학열전'은 2010년 5월 방영된 100회 특집 방송 “인문학 열전-100회 특집 ‘다시 인문학이다’”에서 대한민국 대표 인문학자로서 박정자를 책읽는사회문화재단 도정일 대표, 경희대학교 허동형 학장과 함께 초청하기도 했다. 박정자와의 대담 내용은 인문학 열전 시리즈 중 열세 편을 모아 책으로 발행된 《인문학 콘서트》에 주요 내용으로 실렸으며, 《인문학 콘서트》는 2010년 인문학 베스트셀러에 선정되기도 했다.
2011년 한국철학사상연구회에서 발간한 《철학자의 서재》에서는 《로빈슨 크루소의 사치》를 철학자가 추천하는 107권의 책 중 하나로 선정하였다. 같은 해 7월, 출판 잡지인 《기획회의》는 300호 기념특집으로 선정한 ‘한국의 저자 300인’에 박정자를 대한민국 대표 저자 300인으로 선정했다.

## 온라인 활동
2001년 사르트르와 푸코에 대한 정보를 제공하는 웹 사이트를 개설하여 자신의 논문 및 저서에 대한 자료를 공개하였다. 교수신문은 그 해 8월 16일 기사에서 “이 사이트에서는 사르트르와 푸코, 실존주의와 후기구조주의 철학 등 현대철학에 관심이 있는 네티즌들의 토론이 활발하다. 사르트르와 푸코의 인물사진을 구경하는 것도 큰 재미.”라고 추천했다.

## 작품

### 저서
- 《이것은 정치이야기가 아니다》(2018년 1월 기파랑)
- 《사상의 거장들》(번역, 2017년 5월 기파랑)
- 《눈과 손, 그리고 햅틱》(2015년 10월 에크리)
- 《스토리텔링의 비밀이 된 아리스토텔레스의 시학》(2013년 9월 기파랑)
- 《플라톤의 예술노트》(2013년 3월 기파랑)
- 《플라톤의 몸 이야기》(2013년 3월 기파랑)
- 《이것은 Apple이 아니다》(2012년 3월 기파랑)
- 《미셸 푸코 1926-1984》(번역, 2012년 2월 그린비)
- 《마그리트와 시뮬라크르》(2011년 1월 기파랑)
- 《마이클잭슨에서 데리다까지》(2009년 11월 기파랑)
- 《마네 그림에서 찾은 13개 퍼즐 조각》(2009년 2월 기파랑)
- 《변증법적 이성비판》1,2,3권 (공역, 2009년 9월 나남)
- 《인간의 얼굴을 한 야만》 (번역, 2008년 7월 프로네시스)
- 《시선은 권력이다》(2008년 1월 기파랑)
- 《앙드레 말로 피카소를 말하다》(번역, 2007년 3월 기파랑)
- 《로빈슨 크루소의 사치》(2006년 9월 기파랑)
- 《빈센트의 구두》(2005년 6월 기파랑)
- 《비정상인들》 (번역, 2001년 4월 동문선)
- 《부르주아의 역사적 기원 – 사르트르와 푸코》(공저, 1999년 문학과 지성사)
- 《사회를 보호해야 한다》(번역, 1998년 12월 동문선)
- 《광기의 역사 30년후》(번역, 1997년 4월 시각과 언어)
- 《푸코 – 만화로 읽는 삶과 철학》(번역, 1995년 국제)
- 《미셸푸코》 (번역, 1995년 5월 시각과 언어)
- 《사르트르의 실존주의》(1991년 9월 상명대학교 출판부)
- 《현대세계의 일상성》(번역, 1990년 12월 세계일보(초판) 2005년 10월 기파랑(재판))[15]
- 《지식인의 소멸 – 마르크시즘에서 마오이즘에 이르기까지》(공저, 1989년 문학과 지성사)
- 《성과 권력》(번역, 1989년 7월 인간사)
- 《상황 V》(번역, 1983년 사계절)
- 《20세기의 증언》(번역, 1983년 문예출판사)
- 《꼬마 파데뜨》(번역, 1982년 2월 샘터)
- 《여성은 해방되었는가?》 (번역, 1980년 인간사)
- 《성은 억압되었는가?》 (번역, 1979년 인간사)
- 《지식인이란 무엇인가?》 (번역, 1979년 인간사)
- 《피카소와의 대화》(번역, 1974년 조양문화사)

### 논문[16]
- 〈사르트르의 지식인관의 변모 (La Tranformation de la notion d'intellectuel chez Sartre)〉1977년 서울대 석사학위 논문
- 〈사르트르의 부르주아 혐오 (La Haine de la bourgeoisie chez Sartre) 〉1986년 상명여대 논문집
- 〈 부르주아적 부자(父子) 관계 (La Relation de pere et fils bourgeois dans L'Idiot de la famille de Sartre)〉1987년 상명여대 논문집
- 〈비현실의 미학으로의 회귀 (Le Retour a l'esthetique de l'irreel - L'Idiot de la famille de Sartre)〉1988년 서울대 박사 논문
- 〈낭만주의의 왜곡된 여성상 -발자크의 <골짜기의 백합>을 중심으로 (La deformation de l'image feminine dans le romantisme -chez de Balzac)〉1991년 3월 성신여대 인문과학 연구 10집
- 〈언어의 사물성과 도구성 -사르트르의 미학체계를 떠받치는 하나의 토대(La conception de la materialite et l'ustensilite des mots comme fondement de l'esthetique de Sartre)〉1993년 불어불문학 연구 28집
- 〈참여문학의 미학적 고찰 (Reflexion esthetique sur la litterature engagee)〉1994년 성신여대 인문과학 연구 13집
- 〈사르트르와 루카치에 있어서의 Qui perd gagne의 개념차이(La difference de la notion de "Qui perd gagne" chez Sartre et Lukacs)〉1996년 불어불문학 연구 33집
- 〈권력의 전략으로서의 성 (La Sexualite comme stratigie du pouvoir)〉2001년 불어불문학 연구 제46집
- 〈그림 속에 감추어진 에피스테메 혹은 해체 - 푸코와 데리다에 있어서의 회화의 은유성 (L'Episteme ou la deconsturction cachees en tableau - Les metaphores picturales chez Foucault et Derrida)〉2002년 불어불문학 연구 제52집

### 칼럼
- 프랑스식 대학평준화의 오해 (《조선일보》 시론, 2003년 9월 7일)
- 《동아일보》 동아광장
  - 텔렘 수도원 잔상
  - 기자 개인의 정치적 성향과 언론보도
  - 역사적 기시감
  - 냉혹한 혁명가 생쥐스트의 최후
  - 일상성과 혁명
  - 프랑스혁명의 진짜 희생자들
  - 좌파 운동에 스며든 푸코의 사상
  - 이것은 정치 이야기가 아니다
  - 김영란법과 선물의 정치학
- 《동아일보》 박정자의 생각돋보기
  - 얼굴성(性)
  - 너무 시적인 사회
  - 글쓰기와 말하기
  - 새삼 실존주의
  - 한국 좌파 사유의 뿌리 없음
  - 우정인가? 동성애인가?
  - 마들렌의 추억
  - 가상현실의 승리
- 《뉴데일리》 노마드 강의 시리즈
  - 노마드 강의 불편한 진실, 계급 (2009년 8월 16일)
  - 노마드 강의 밀레니엄 파크와 광화문 광장 (2009년 8월 7일)
  - 노마드 강의 질병의 정치학 (2009년 6월 23일)
  - 노마드 강의 '미워도 다시 리한번'의 서사구조 분석 (2009년 8월 6일)
  - 노마드 강의 성기 노출이 숭고? (2009년 6월 23일)
  - 노마드 강의 키치의 문화 (2009년 6월 23일)
  - 노마드 강의 노무현 신화화…동어반복의 중독성 (2009년 7월 31일)
  - 노마드 강의 데리다(Derrida) 쉽게 읽기 (2009년 8월 24일)
  - 노마드 강의 하이퍼 리얼리티의 사회--시뮬라크르 (2009년 7월 31일)
  - 노마드 강의 '이상한 나라의 앨리스' (2009년 8월 6일)
  - 노마드 강의 광화문 광장에 서면 왜 슬퍼지는가 (2009년 12월 1일)

## 읽을 거리
- 《한겨레신문》인터뷰 /시선은 권력이다’ 펴낸 박정자 교수
- 《한국일보》저자초대석 /푸코 연구 정리 '시선은 권력이다' 박정자   보관됨 2014-03-07 - 웨이백 머신
- 《유니타스브랜드》박정자교수 인터뷰 /아름다움의 힘, 브랜드의 미학